# Paradactylactis cerfensis
Paradactylactis cerfensis är en korallart som först beskrevs av Bamford 1912.  Paradactylactis cerfensis ingår i släktet Paradactylactis och familjen Cerianthidae. Inga underarter finns listade i Catalogue of Life.